# Paul Gauthier
Pour les articles homonymes, voir Gauthier.

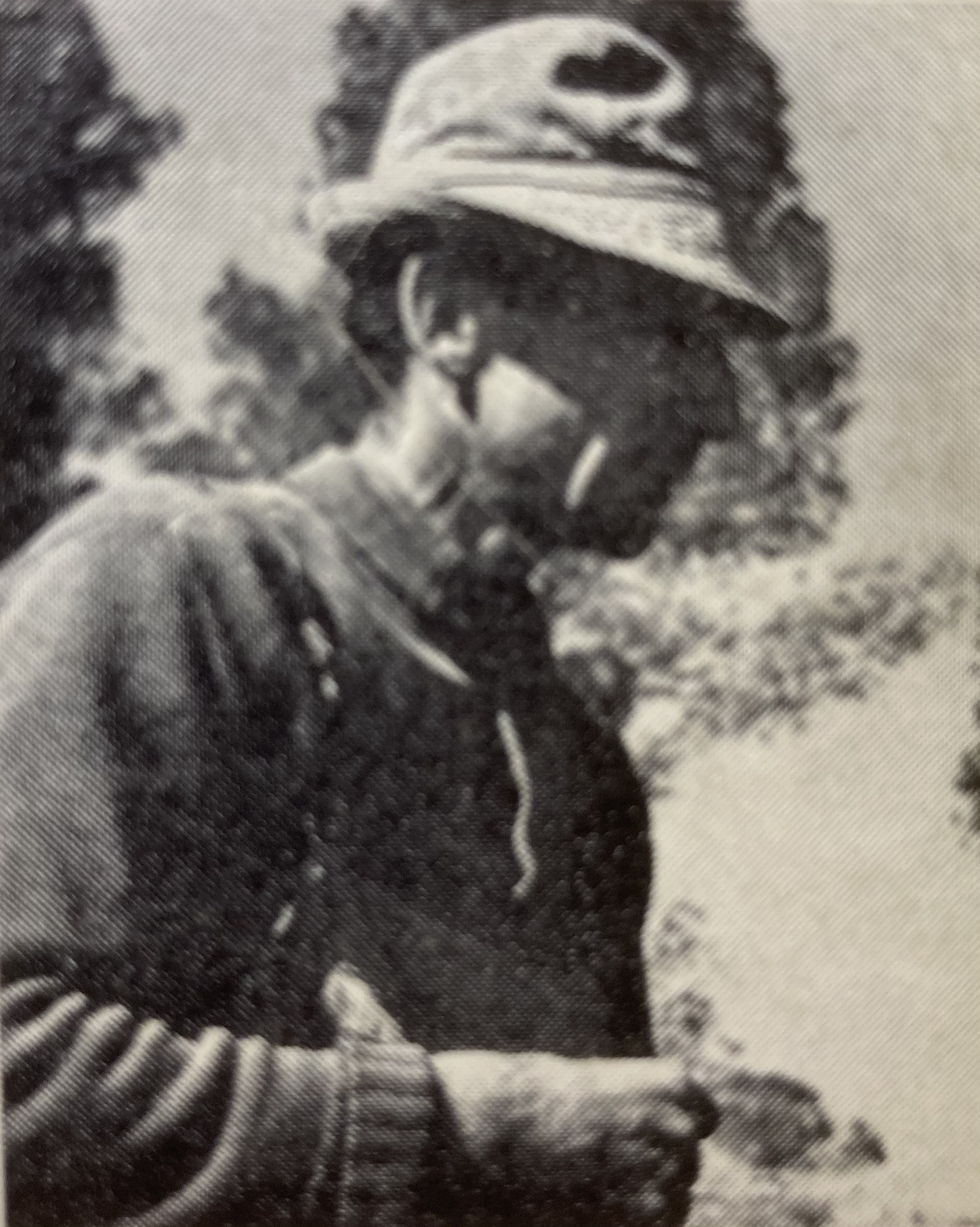
Paul Gauthier en Israël (1962)

Paul Gauthier, né le 30 août 1914 à La Flèche et mort le 25 décembre 2002 à Marseille, est un théologien catholique et humaniste français, précurseur de la théologie de la libération. Il a œuvré au Moyen-Orient et en Amérique latine pour le logement des populations défavorisées.

## Biographie

### Jeunesse
Né en 1914, dans une famille aisée à La Flèche (Sarthe) Paul Gauthier passe sa prime jeunesse à Beaune (Côte-d'Or). En 1929 il rentre au petit séminaire de Flavigny-sur-Ozerain (Côte-d'Or).

### Prêtre, enseignant et théologien
Il est ordonné prêtre à Dijon et nommé professeur de Lettres à Flavigny. En 1947 il devient professeur de théologie au grand séminaire de Dijon.

#### Précurseur de la Théologie de la Libération
La grande question de « l’Église des pauvres » n’a été portée au concile que par un groupe marginal dont l’histoire se situe de 1958 à 1970 à Nazareth et Jérusalem en Israël. Paul Gauthier prêtre de Dijon, installé à Nazareth, y fonde « Les compagnons et compagnes de Jésus Charpentier ». À ce jour, le groupe a essaimé dans plusieurs pays, certains sont restés dans ce mouvement, célibataires ou mariés, d'autres ont quitté les compagnons et compagnes de Jésus pour suivre leur voie.
Dans une grotte de Nazareth située au flanc de la colline Shneller, ces quelques jeunes hommes et jeunes femmes priaient  et méditaient. De leur recueillement et réflexions est sorti un document écrit par Paul Gauthier Jésus, l’Église et les pauvres.
Au début du Concile Vatican II ce document, dont furent distribués 2000 exemplaires aux pères conciliaires, rassembla, selon l’historien Denis Pelletier, 45 évêques (14 européens, 20 latino-américains, 5 asiatiques, 4 africains et 2 canadiens) et enfanta le mouvement de l’« Église des pauvres ».
La réflexion de Paul Gauthier et ses compagnons s’appuyait sur la tradition prophétique de la Bible hébraïque et en particulier sur l’évangile. L’intuition s’exprimait dans le fait que les pauvres pouvaient prendre conscience de leurs droits et de leur libération au nom même de leur foi spirituelle. Ce thème et ce mouvement fut appelé par ce groupe « l’évangile libérateur ».
Repris par l’assemblée des évêques à Medellin en 1968 sous l’expression « l’option préférentielle pour les pauvres », il fut développé en Amérique latine par les théologiens Gustavo Gutiérrez Merino et Leonardo Boff et devient « Théologie de la libération ».
La « théologie de la libération » fut accusée par l’institution d’être « d’inspiration marxiste » Certains soupçonnent cet anathème d’avoir été proféré pour empêcher la réflexion de se faire à partir des textes judéo-chrétiens. Si Marx a fait une critique incisive du capitalisme (Angleterre, 1re industrialisation) qui écrasait et écrase toujours les faibles, sa philosophie matérialiste ne pouvait pas inspirer ce mouvement chrétien. Les accusateurs doivent faire leurs critiques à partir des textes judéo-chrétiens, en particulier l’Évangile.

#### Concile Vatican II
Ce groupe naît de la sensibilité tiers-mondiste et d’un constat : ce thème n’est pas dans le programme du Concile Vatican II. Lors de la 2e session du Concile, Paul Gauthier rédigea l’intervention du cardinal Gerlier qui déboucha sur le no 8 « Lumen Gentium » (H. Denis, Église, qu'as-tu fait de ton Concile, Paris, Centurion, 1985, p. 61).
Il rédigea également « Message d’évêques du Tiers-monde à leurs peuples » signé par quinze évêques. Ce n’est qu’à la 3e session du Concile que ce combat porta des fruits et en 1975 le pape affirmait « l’Église et le devoir d’annoncer la libération de millions d’êtres humains, beaucoup d’entre eux étant ses propres enfants ; le devoir d’aider cette libération à naître ; de témoigner pour elle, de faire qu’elle soit totale. Cela n’est pas étranger à l’évangélisation ».

### Engagement humanitaire

#### Moyen-Orient
Paul Gauthier décide de partir en Palestine en 1957, pour vivre aux côtés des populations les plus pauvres. Il s'installe à Nazareth et devient prêtre ouvrier, travaillant comme terrassier sur divers chantiers. Petit à petit, il prend conscience du drame palestinien qu'il ignorait et y découvre la misère, particulièrement dans le domaine de l'habitat. Il lance alors le projet de construction d'une cité ouvrière à Nazareth qui donnera la possibilité aux pauvres d'avoir un logement décent. Cette expérience sera renouvelée plus tard à Bethléem et à Beit Sahour.
En 1958, il sera rejoint par Marie-Thérèze Lacaze (dite Myriam) qui devient, très vite son bras droit et sa fidèle compagne, luttant à ses côtés dans toutes les péripéties de son parcours. Paul Gauthier se mariera avec Marie Thérèse Lacaze et ils adopteront deux enfants d'Inde. 1964, Paul Gauthier et le journaliste italien Ettore Masina fondent Le Réseau Radié Resch (Rete Radié Resch), une association humanitaire internationale basée en Italie. Les relations Nord-Sud sont au centre des activités de l'association qui fédère des hommes et des femmes engagés dans la solidarité avec les pays en voie de développement. Radié Resch est le nom d'une petite fille morte dans un bidonville de Nazareth alors que sa famille attendait l'attribution d'une maison. Le Réseau a soutenu la construction de logements pour des travailleurs palestiniens sous l’action de Paul Gauthier.
En 1967, la guerre des Six Jours éclate. Révolté par les scènes d'horreurs auxquelles il assiste, il quitte Israël pour se rendre en Amérique latine.

#### Inde
Le 10 mars 1986, Paul et sa famille se trouvent à Pondicherry après une escale à Dehli où "il y a 15 ans nous sommes tombés amoureux les uns des autres" ; il prévoyait de rester au moins deux ans, le temps que son fils Nirmal obtienne son bac. Dans ce courrier, d'où sont tirés ces renseignements, Paul précise avoir rencontré un jeune médecin indien, né dans une famille pauvre, qui a fondé une association d'entraide sociale et qui accepte de prendre en mains son projet de maisons en terre au profit d'une communauté située à 6 km de Pondicherry animée par une femme de 40 ans, analphabète et mère de huit enfants. Il ajoute qu'à leur départ de Marseille en août dernier donc 1985), des amis ont formé une association "Amitié avec l'Inde" pour aider son retour dans ce pays et qu'il avait confié à un ami le soin de présenter un manuscrit sur son itinéraire "spirituel et humain", manuscrit qu'il avait vider des témoignages parallèles et convergents d'amis trop volumineux.

### Œuvres
Éditions en français :
- Les pauvres, Jésus et l'Église, Paul Gauthier, 1963, Éditions Universitaires, Chrétienté nouvelle, 141 p., (ASIN B0000DV4DF)
- Jérusalem et le sang des pauvres, Paul Gauthier et Marie-Thérèse Lacaze, 1967, Témoignage Chrétien
- Jésus de Nazareth le Charpentier, Paul Gauthier, 1969, Le Seuil, Livre de Vie no 94, Paris, 256 p.,  (ISBN 202000545X et 9782020005456)
- Et le voile se déchire, Paul Gauthier, 1990, L'Harmattan, 192 p.,  (ISBN 2-7384-0652-1)

Éditions étrangères :
- E il velo si squarciò, Paul Gauthier, 1988, Éd. Qualevita, Torre dei Nolfi
- I poveri, Gesù e la Chiesa Paul Gauthier, 1963, Éd. Borla
- Con queste mie mani. Diario di Nazareth, Paul Gauthier, 1965, Éd. Borla
- La Chiesa dei poveri e il Concilio, Paul Gauthier, 1965, Éd. Vallecchi
- Vangelo di giustizia, Paul Gauthier, 1968, Éd. Vallecchi
- Gesù di Nazareth, il Carpentiere, Paul Gauthier, 1970, Éd. Morcelliana, 1970
- Deze handen: dagboek van een priester-arbeider, Paul Gauthier, 1967, 188 p., ISBN B0000DVSGJ

### Ouvrages consacrés à Paul Gauthier
- Paul le Charpentier, Ibrahim Khill, 2000, film documentaire vidéo 52 min, Nazareth films, Neuilly-sur-Seine, « Prix du Jury Jeunes » au Festival du film asiatique de Vesoul en 2001
- Paris-Match no 768 du 28 décembre 1963
- Terre sainte 1959, Cinq colonnes à la une, ORTF - 3 avril 1959 - 18 min  lien vers l'INA
- En Palestine : retour aux sources, Cinq colonnes à la une, ORTF - 3 janvier 1964 - 31 min lien vers l'INA

### Contributions
- La Fin des terres promises, Marie-Thérèse Lacaze, postface de Paul Gauthier, 1979, Syros, Paris, 228 p.